# Batanga (Bokito)
Pour les articles homonymes, voir Batanga.
Batanga est un village du Cameroun situé dans la région du Centre, le département du Mbam-et-Inoubou, l'arrondissement (commune) de Bokito et le groupement de Yangben.

## Population et société
En 1964 Batanga comptait 578 habitants, principalement des Yambassa. Lors du recensement de 2005, 1 015 personnes y ont été dénombrées.
Babikoussana 
On y parle notamment le hijuk, une langue en voie de disparition.
La localité dispose d'un marché périodique.